# Магри, Франк
Франк Марио Магри (фр. Frank Mario Magri; род. 4 сентября 1999, Ажен, метрополия Франции) — камерунский футболист, нападающий клуба «Тулуза» и сборной Камеруна.

## Клубная карьера
Магри — воспитанник клуба «Анже». В 2017 году он начал выступать за дублирующий состав. В начале 2022 года Магри перешёл в «Бастию». 5 февраля в матче против «Пау» он дебютировал в Лиге 2. 14 февраля в поединке против «Гавра» Франк забил свой первый гол за «Бастию». 20 мая 2023 года в матче против «Пау» он седлал хет-трик. 
Летом 2023 года Магри перешёл в «Тулузу». 13 августа в матче против «Нанта» он дебютировал в Лиге 1. 3 сентября в поединке против «Клермона» Франк забил свой первый гол за «Тулузу». 9 ноября в матче Лиги Европы против английского «Ливерпуля» он забил гол. 

## Международная карьера
12 октября 2023 года в товарищеском матче против сборной России Магри дебютировал за сборную Камеруна. 17 ноября в отборочном поединке чемпионата мира 2026 против сборной Маврикия Франк забил свой первый гол за национальную команду.

### Голы за сборную Камеруна
| #  | Дата           | Место                 | Противник | Счёт | Результат | Соревнование                     |
| -- | -------------- | --------------------- | --------- | ---- | --------- | -------------------------------- |
| 1. | 17 ноября 2023 | Япома, Дуала, Камерун | Маврикий  | 1:2  | 1:2       | Чемпионат мира 2026 квалификация |